# Drozd wędrowny

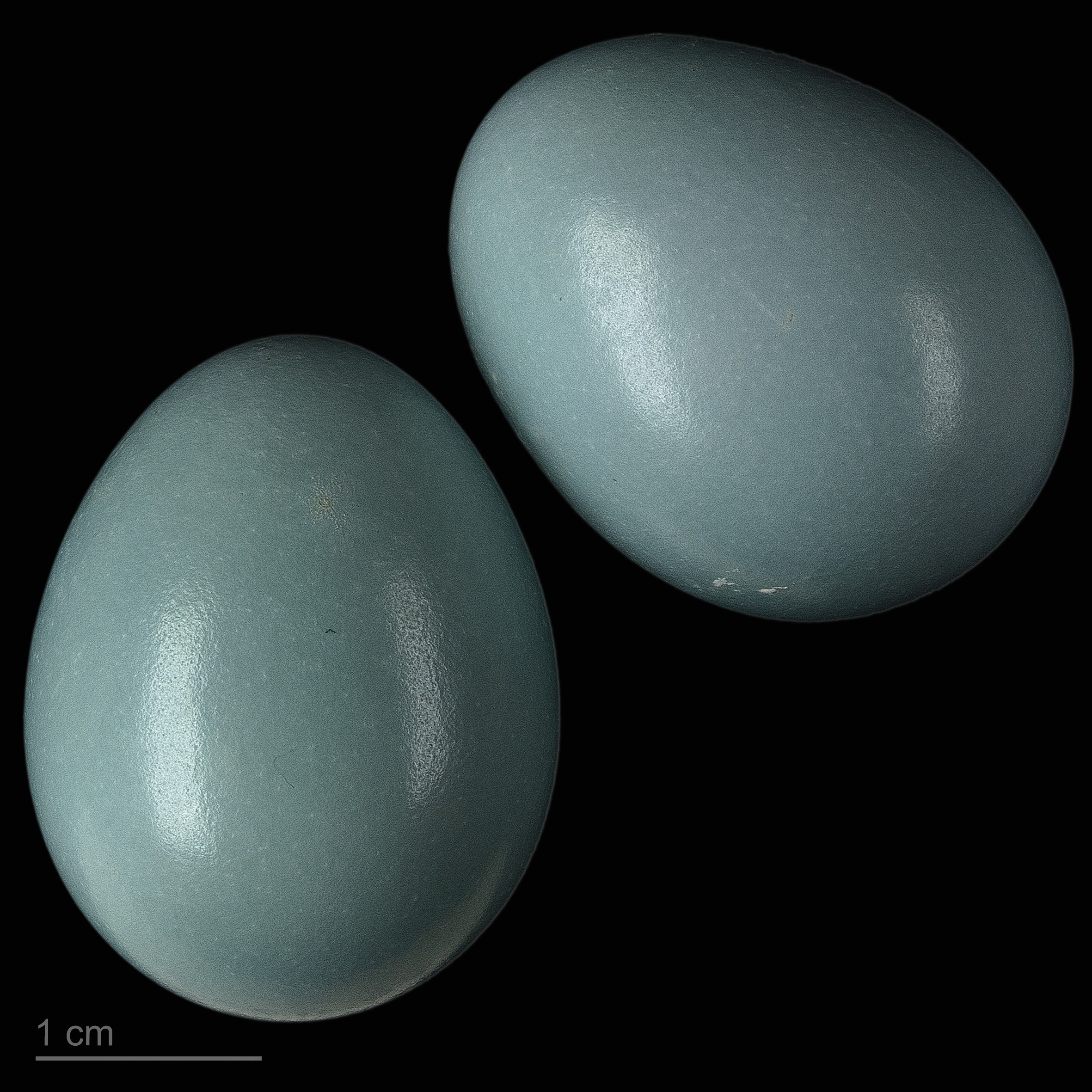
Turdus migratorius

Drozd wędrowny (Turdus migratorius) – gatunek średniej wielkości ptaka z rodziny drozdowatych (Turdidae). Rozpowszechniony na obszarze prawie całej Ameryki Północnej. Do Europy zalatuje wyjątkowo. W Polsce niestwierdzony.

## Systematyka
Wyróżniono kilka podgatunków T. migratorius:
- Turdus migratorius nigrideus – wschodnia Kanada; zimuje we wschodnich USA.
- drozd wędrowny[3] (Turdus migratorius migratorius) – Alaska (z wyjątkiem południowo-wschodniej części), Kanada (z wyjątkiem wschodniej i zachodniej części) i środkowe oraz północno-wschodnie USA; zimuje we wschodnich USA i wschodnim Meksyku.
- Turdus migratorius achrusterus – południowo-wschodnie USA; zimuje na południe po południowo-wschodni Meksyk.
- Turdus migratorius caurinus – południowo-wschodnia Alaska i wybrzeża zachodniej Kanady; zimuje na południe po środkowo-zachodnią Kalifornię (południowo-zachodnie USA).
- Turdus migratorius propinquus – interior południowo-zachodniej Kanady oraz interior zachodniego USA do środkowego Meksyku; zimuje na południe aż po Gwatemalę.
- Turdus migratorius phillipsi – południowo-zachodni Meksyk.
- drozd skromny[3] (Turdus migratorius confinis) – południowa Kalifornia Dolna (północno-zachodni Meksyk).

## Charakterystyka
- długość ciała: 25 cm
- rozpiętość skrzydeł: 36–38 cm

Samiec drozda ma ciemnoszary wierzch ciała, głowa i ogon najciemniejsze. Białe plamki wokół oka i na podbródku. Pierś i brzuch jaskrawo ceglaste. Spód ogona i dolny odcinek brzucha białe. Dziób i nogi żółte. Samice ubarwione podobnie, jednak partie ciała zabarwione na czerwono mają mniej jaskrawe. U młodych w pierwszej szacie zimowej kolor ten jest bardziej brązowy.

## Środowisko
Zamieszkuje lasy, zadrzewienia, tundrę, obszary rolnicze, parki i ogrody. Zimą wiele osobników przenosi się do wilgotnych lasów, gdzie występują drzewa i krzewy z owocami jagodowymi.

## Pożywienie
Ptaki te żywią się zarówno bezkręgowcami, jak i owocami. Szczególnie wiosną i latem zjadają duże ilości dżdżownic, a także owadów i niektórych ślimaków. Zjadają również ogromną różnorodność owoców jagodowych, w tym czeremchy, głogu, derenia, sumaka czy jałowca. Rzadko odnotowywano pożywianie się przez drozdy wędrowne ryjówkami, małymi wężami i owadami wodnymi.

## Status
Międzynarodowa Unia Ochrony Przyrody (IUCN) uznaje drozda wędrownego za gatunek najmniejszej troski (LC – least concern). Jest to bardzo liczny i szeroko rozpowszechniony ptak. Organizacja Partners in Flight szacuje liczebność populacji lęgowej na 310 milionów osobników.